# Cleora semibrunnea
Cleora semibrunnea är en fjärilsart som beskrevs av Fletcher 1953. Cleora semibrunnea ingår i släktet Cleora och familjen mätare. Inga underarter finns listade i Catalogue of Life.